# Eleições no Território Federal de Rondônia em 1978
As eleições no território federal de Rondônia em 1978 ocorreram em 15 de novembro como parte das eleições gerais em 22 estados e nos territórios federais do Amapá e Roraima. Neste caso, o Pacote de Abril determinou que os territórios federais existentes na época seriam representados dois deputados federais cada.

## Resultado da eleição para deputado federal
Conforme o Tribunal Superior Eleitoral, foram apurados 63.530 votos nominais (84,79%), 1.237 votos de legenda (1,65%), 1.219 votos em branco (1,63%) e 8.942 votos nulos (11,93%), resultando no comparecimento de 74.928 eleitores (79,78%). Somando-se isto às 18.992 abstenções (20,22%), chegaremos a 93.920 eleitores inscritos ou aptos a votar.

### Chapa do MDB
| Candidatos a deputado federal em 1978        | Partido | Votação | Percentual | Cidade onde nasceu | Unidade federativa | Observações |
| Jerônimo Santana                             | MDB     | 26.737  | 40,52%     | Jataí              | Goiás              | [ 6 ]       |
| Abelardo Townes de Castro Filho              | MDB     | 3.936   | 5,97%      |                    |                    |             |
| Carlos Alberto Fernandes dos Santos          | MDB     | 2.528   | 3,83%      |                    |                    |             |
| Mário Fernando Emanoel Borba Gonçalves Braga | MDB     | 1.471   | 2,23%      |                    |                    |             |
| Fontes:                                      |         |         |            |                    |                    |             |

### Chapa da ARENA
| Candidatos a deputado federal em 1978 | Partido | Votação | Percentual | Cidade onde nasceu | Unidade federativa | Observações |
| Isaac Newton                          | ARENA   | 14.573  | 22,09%     | Cruzeiro do Sul    | Acre               | [ 9 ]       |
| Odacir Soares                         | ARENA   | 13.075  | 19,81%     | Rio Branco         | Acre               | [ 10 ]      |
| João Bento da Costa                   | ARENA   | 857     | 1,30%      |                    |                    |             |
| Francisco das Chagas Teixeira         | ARENA   | 353     | 0,53%      |                    |                    |             |
| Fontes:                               |         |         |            |                    |                    |             |